# ISO 3166-2:SO
ISO 3166-2:SO — стандарт Международной организации по стандартизации, который определяет геокоды. Является подмножеством стандарта ISO 3166-2, относящимся к Сомали. Стандарт охватывает 18 провинций Сомали. Каждый геокод состоит из двух частей: кода Alpha2 по стандарту ISO 3166-1 для Сомали — SO и дополнительного кода, записанных через дефис. Дополнительный код в образован однобуквенным кодом, образованным созвучно: названию, аббревиатуре названия провинции. Геокоды провинций являются подмножеством кода домена верхнего уровня — SO, присвоенного Сомали в соответствии со стандартами ISO 3166-1.

## Геокоды Сомали
Геокоды 18 провинций административно-территориального деления Сомали.
| Геокод | Административная единица | Статус    |
| ------ | ------------------------ | --------- |
| SO-AW  | Авдал                    | провинция |
| SO-WO  | Вокуй-Гальбид            | провинция |
| SO-SH  | Нижняя Шабелле           | провинция |
| SO-SO  | Сул                      | провинция |
| SO-BK  | Бакул                    | провинция |
| SO-GA  | Галгудуд                 | провинция |
| SO-NU  | Нугал                    | провинция |
| SO-TO  | Тогдер                   | провинция |
| SO-BR  | Бари                     | провинция |
| SO-GE  | Гедо                     | провинция |
| SO-SA  | Санааг                   | провинция |
| SO-HI  | Хиран                    | провинция |
| SO-BY  | Бей                      | провинция |
| SO-MU  | Мудуг                    | провинция |
| SO-JD  | Средняя Джубба           | провинция |
| SO-BN  | Бенадир                  | провинция |
| SO-JH  | Нижняя Джубба            | провинция |
| SO-SD  | Средняя Шабелле          | провинция |

## Геокоды пограничных Сомали государств
- Джибути — ISO 3166-2:DJ (на северо-западе),
- Эфиопия — ISO 3166-2:ET (на западе),
- Кения — ISO 3166-2:KE (на юго-западе).